# (32419) 2000 RY33
2000 RY33 (asteroide 32419) é um asteroide da cintura principal. Possui uma excentricidade de 0.18065880 e uma inclinação de 6.55615º.
Este asteroide foi descoberto no dia 1 de setembro de 2000 por LINEAR em Socorro.